# Wzgórze Świętego Wojciecha
Wzgórze Świętego Wojciecha – wzniesienie w Poznaniu, na Pojezierzu Poznańskim, w dzielnicy Święty Wojciech, w obrębie Osiedla Stare Miasto, na północ od Starego Rynku.
Wzniesienie wzmiankowane w latach 1412–1434 jako retro montem Sancti Adalberti oraz w 1419 – penes montem beati Adalberti.
Na wzgórzu znajdują się m.in.:
- kościół św. Wojciecha (od 1222)
- Kościół św. Józefa i klasztor karmelitów bosych w Poznaniu
- klasztor klauzurowy sióstr karmelitanek (Św. Wojciech 19/20)[4]